# 十万大山润楠
十万大山润楠（学名：Machilus shiwandashanica）为樟科润楠属下的一个种。

## 扩展阅读
- 維基物種上的相關：十万大山润楠